# Korozijske stopničke
Korozijske stopničke so posebne vrste škavnice, ki se vrstijo v obliki kaskad na apnenčasti kamnini. Vsaka korozijska stopnička ima značilno kotanjasto obliko z ravnim dnom, na eni strani pa se odpira v naslednjo, spodnjo kotanjo. Te kotanje imajo med 10 in 30 centimetrov premera. Nastanejo zaradi raztapljanja apnenca na točkah, kjer se zadržuje voda; ta se na najnižjem mestu kotanje tudi izliva ter na prvi najbližji točki z nizkim strmcem napravi novo škavnico, kar botruje nastanku korozijskih stopničk.